# گرینویل (تگزاس)
گرینویل، تگزاس(به انگلیسی: Greenville, Texas) شهری در ایالت تگزاس از ایالات جنوبی ایالات متحده آمریکا است. در سرشماری سال ۲۰۰۰، جمعیت این شهر ۲۳۹۶۰ نفر اعلام شد.